# Tobler-Mussafia-Gesetz

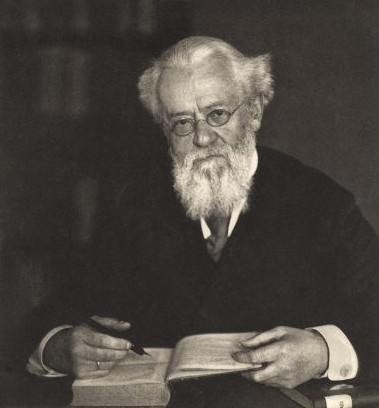
Adolf Tobler, 1904 Fotografie von Nicola Perscheid

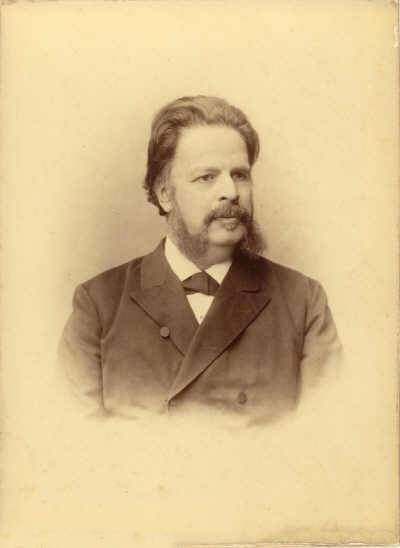
Adolf Mussafia, um 1906 Fotografie von Rudolf Krziwanek

Das sogenannte Tobler-Mussafia-Gesetz, auch „Lex Tobler-Mussafia“, ist eine Regel der Syntax der klitischen Objektpronomina in den altromanischen Sprachen. Es ist nach den beiden Romanisten Adolf Tobler (für das Altfranzösische, 1875) und Adolf Mussafia (für das Altitalienische, 1886) benannt, von denen es erstmals beschrieben wurde. Es gilt als Variante von Wackernagels Gesetz.
In allen altromanischen Sprachen war in ihren Anfängen die obligatorische Nachstellung der klitischen Objektpronomina zum finiten Verb, wenn dieses sich in der Initialposition des Satzes befindet, gebräuchlich, oder es besagt vereinfacht, dass in den romanischen Sprachen ein unbetontes Element einen Satz nicht eröffnen darf.

## Vom Latein zum Romanischen
Das klassische Latein kannte keine klitischen oder unbetonten Pronomina. Mit der Evolution des Vulgärlateins und dem Übergang zum Proto-Romanischen entwickelte sich auch die Unterscheidung zwischen betonten, unverbundenen oder selbstständigen und unbetonten, verbundenen Formen, wie sie in allen romanischen Sprachen zu finden ist. 
Die betonten, unverbundenen, eigenständigen Formen stehen nach den Präpositionen, Beispiele: span. de mí; fr. de moi; ital. di me, die unbetonten, verbundenen hingegen stehen, proklitisch vor oder enklitisch nach dem betonten Wort.
Im Vulgärlatein pàter me vídet der „Vater sieht mich“ steht das Pronomen me enklitisch zu pàter und proklitisch zu vídet. Im Satz nùnc me vídet „nun sieht sie/er mich“ steht das Pronomen me enklitisch zu nùnc und proklitisch zu vídet. Unbetonte Pronomen dürfen nicht am Satzanfang stehen, sondern müssen ein betontes Wort vor sich haben.

## Ausführungen
Dem Tobler-Mussafia-Gesetz zufolge mussten die unbetonten, verbundene klitischen Objektpronomina am Satzanfang und nach einigen Konjunktionen (vor allem in den Fortsetzen von lateinisch ET „und“ und AUT „oder“ > ital. e, o, franz. et, ou, span. y, o etc.) in Enklise stehen. 
Die Enklise, das heißt die Nachstellung, der Pronomen an das Verb charakterisiert die gesamte altromanische Syntax, wobei vor allem im Altfranzösischen und Altfriaulischen der Übergang zur Proklise früher einsetzte, als in den anderen romanischen Idiomen. 
In der Entwicklung zu den neuromanischen Sprachen vollzog sich ein struktureller Wandel, wonach die klitischen Pronomen heute in der Regel vor dem Verb stehen müssen. Ein Extremum nimmt dabei das Neufranzösische ein, in dem die Pronomen durch den oxytonen Sprachbau bedingt nur mehr vor dem Verb (proklitisch) stehen können (einzige Ausnahme: der Imperativ), das Neuportugiesische zeigt sich hingegen am archaischsten, weil hier die Pronomen nie am Beginn des Satzes stehen können, z. B. lava-se „er wäscht sich“, aber não se lava „er wäscht sich nicht“. Das brasilianische Portugiesisch ist allerdings innovativer und toleriert das Pronomen am Satzanfang: Brasilianisches Portugiesisch me chamo João „Ich heiße Johann“ vs. europäisches Portugiesisch (und Galicisch) chamo-me João (siehe auch Vergleich von Spanisch und Portugiesisch). Obgleich für beide Sprachen das Tobler-Mussafia-Gesetz seine Gültigkeit im Verlauf der Zeit einbüßte, waren die Zeitpunkte hierfür unterschiedlich. So setzte der Prozess für das Altfranzösische schon am Ende des 12. Jahrhunderts bis zum Anfang des 13. Jahrhunderts ein, während im Altspanischen dies deutlich später, erst ab dem 15. Jahrhundert auftrat.
Beispiele:
- altitalienisch: Dicerolti molto breve „Ich werde es dir kurz zusammengefasst sagen“ (Dante, Inferno III, 45) (neuitalienisch muss es te lo dirò „ich werde es dir sagen“ heißen)
- altspanisch: Reçibiólo el Çid (Cantar de Mio Cid 204) „Der Cid empfing ihn“ (neuspanisch muss es „El Cid lo (bzw. le) recibió“ heißen).